# Lithognathus mormyrus

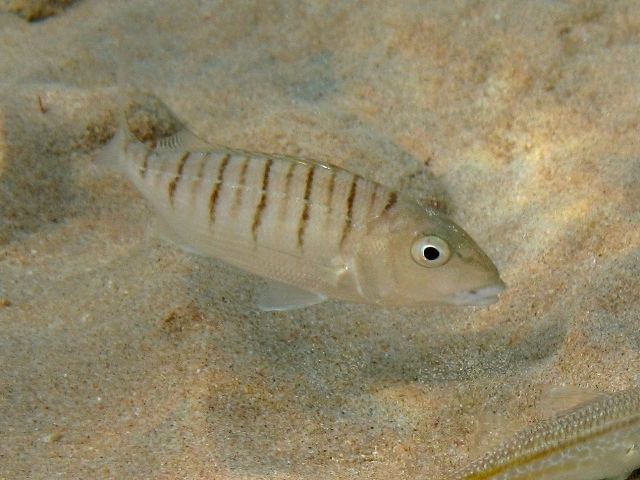
Esemplare in cui è ben visibile la caratteristica livrea

La mormora (Lithognathus mormyrus (Linnaeus, 1758)), conosciuta anche come marmora, è un pesce osseo marino appartenente alla famiglia Sparidae.

## Descrizione
Similmente alla maggioranza degli altri Sparidae, la mormora ha corpo alto e compresso lateralmente. In questa specie la forma del corpo è ovale, relativamente affusolata ed è caratteristico il muso piuttosto allungato e appuntito, con profilo frontale quasi dritto. I denti, disposti in più file, sono conici e di piccole dimensioni nella parte anteriore delle mascelle e molariformi nella parte posteriore. La pinna dorsale, unica come in tutti gli sparidi, è relativamente bassa, così come la pinna anale, che è piuttosto corta. Le pinne pettorali e le pinne ventrali sono di piccole dimensioni relativamente agli altri membri della famiglia. La colorazione è caratteristica: argentea con tonalità metalliche dorate, da 10 a 13 sottili fasce verticali sui fianchi. Spesso le fasce sono alternate: una lunga e scura e una più breve e meno definita.
La taglia massima è di 55 cm; la taglia comune degli esemplari adulti è di circa 30 cm.

## Biologia
Vive fino a 12 anni. I giovani sono gregari e formano banchi di solito di piccole dimensioni ma talvolta anche numerosi. Gli adulti sono più solitari.

### Riproduzione
Si riproduce all'inizio dell'estate. È un ermafrodita proterandrico come l'orata (nasce cioè maschio per poi subire l'Inversione sessuale e divenire quindi femmina), anche se un certo numero di individui nasce di sesso femminile e tale rimane per tutta la vita (femmine primarie).

### Alimentazione
Si nutre di vermi marini, molluschi e crostacei, che trova nella sabbia.

## Distribuzione e habitat
Questa specie è diffusa nell'Oceano Atlantico orientale, dal golfo di Biscaglia fino al Capo di Buona Speranza e nelle isole dell'Atlantico orientale come Canarie, Madera e Capo Verde. È inoltre diffusa nel Mar Mediterraneo, nel Mar Nero, nel mar d'Azov, nell'Oceano Indiano occidentale dal Mozambico al Capo di Buona Speranza e nel Mar Rosso. È comune nel Mediterraneo e nei mari italiani.
È una specie tipica di fondi sabbiosi costieri bassi profondità., normalmente il suo habitat non va oltre i 20 metri ma eccezionalmente si può trovare fino a profondità di 150 metri. I giovani possono trovarsi in acque molto basse. Può incontrarsi nelle vicinanze di praterie di Posidonia oceanica o di rocce. È leggermente eurialina e può occasionalmente penetrare nelle acque salmastre.

## Pesca
Le carni di questa specie sono ottime. Viene catturata dai pescatori professionisti soprattutto con i tramagli o altri attrezzi costieri. Riveste anche una notevole importanza per la pesca sportiva; viene insidiata a fondo, soprattutto con la tecnica del surfcasting utilizzando come esca gli invertebrati di cui si nutre.

## Gastronomia
Per questo pesce di carni eccellenti è particolarmente indicata la cottura alla griglia.

## Denominazioni dialettali italiane
La mormora è conosciuta, nelle varie regioni italiane, con nomi dialettali diversi:
| Regione        | Denominazione              |
| -------------- | -------------------------- |
| Calabria       | Gaiulu, Ajula, Gasciulo    |
| Campania       | Marmolo, Mirmora           |
| Romagna        | Barbacane                  |
| Marche         | Mormoro, Rigattino         |
| Lazio          | Marmarozza, Marmora        |
| Liguria        | Pagai, Mormua, Murmua      |
| Puglia         | Cascioli, Vosciele, Guscio |
| Sardegna       | Mumungioni                 |
| Sicilia        | Gaiulu, Ajula              |
| Venezia Giulia | Mormora                    |